# 敘利亞倉鼠
敘利亞倉鼠（學名：Mesocricetus auratus），也叫黃金倉鼠、金倉鼠、 黃金鼠、金色中倉鼠、金丝熊，是倉鼠科中倉鼠屬的一種，也是最廣為人知的倉鼠。
敘利亞倉鼠現在可能已在野外消失，但在全世界卻被廣泛作為家庭寵物飼養，目前大部分在英美寵物店販售的倉鼠即是敘利亞倉鼠。此外，因為所有的人工飼養黃金倉鼠血緣都來自同一窩，他們也一直被用來進行科學實驗和行為研究，尤其是風道和呼吸生理學的研究。

## 形態特徵
成鼠身長叙利亚仓鼠 13cm，成人平均体重105克，新生儿平均体重2.45克 壽命比坎貝爾倉鼠長，在寵養的環境下通常活二至三年。
最初的敘利亞倉鼠只有一種虎紋熊(黃金色和黑紋棕紋的混合)，因此又名“黃金”鼠。但現在已經發展出各種毛色和白紋。毛色可分為米熊(奶油色，又名金絲熊)、肉桂熊、純銀熊/雜銀熊、淺灰熊/深灰熊、眼圈熊(紫貂色)、鏽金熊、黃熊/玳瑁三色熊、黑熊/藍熊。亦會有毛色淡化、暗化、稀釋的變化。
白紋伴隨白腹，可細分為白腰紋、波利紋、羅安紋、顯性斑塊(雨點、隕石、面紋、眼線、假面、臭鼬等)、逆白隱性斑駁、非遺傳黑紋馬賽克。花斑則估計已絕跡。亦有紅眼純白毛的白化熊。
毛長除了最初的短毛外，亦有長毛、卷毛、緞毛。
就如倉鼠亞科的大多數成員，敘利亞倉鼠有具延展性的頰囊從牠的頰到肩。在野外倉鼠會囤積糧食，牠們利用頰囊攜帶運輸食物到牠們的巢穴。牠們能裝載可觀數量的食物進牠們的頰囊，在當地的阿拉伯語方言裡牠們的名字可翻做「鞍囊之父」。如果食物充裕，牠們會囤很多，曾有報告在單單一隻敘利亞倉鼠居住的洞中發現25kg的種子。

## 發現
1839年，英國動物學家喬治·羅伯特·沃特豪斯報告在敘利亞發現一隻母鼠，并且命名為Cricetus auratus，黃金倉鼠。這隻倉鼠的毛皮曾在大英博物館展示，敘利亞倉鼠之後就被歐洲科學界忽視一個世紀。
約在1930，動物學家兼耶路撒冷大學教授以色列·阿哈羅尼在敘利亞沙漠發現一隻母鼠跟其一胎幼鼠，當其返回他的實驗室時，大部分的倉鼠不是死就是逃脫。剩下的倉鼠給了耶路撒冷的希伯來大學，在那裡牠們成功繁殖。牠們比瓦特豪斯發現的倉鼠大一點，所以牠們被命名為Mesocricetus auratus，雖然牠們可能是同種。Mesocricetus auratus是目前科學界接受的敘利亞倉鼠學名。
這些倉鼠的子嗣被船運往世界各地的科學實驗室作為實驗動物。牠們在1931年抵達英國，在1938年到美國，幾乎全部的黃金倉鼠都是在敘利亞發現的那一胎的後代，除了少數由在沙漠發現牠們的旅行者夾帶進美國。一群倉鼠在1971年進口到美國，但無法得知今天的北美寵物倉鼠是否為牠們的後代。

## 作為寵物

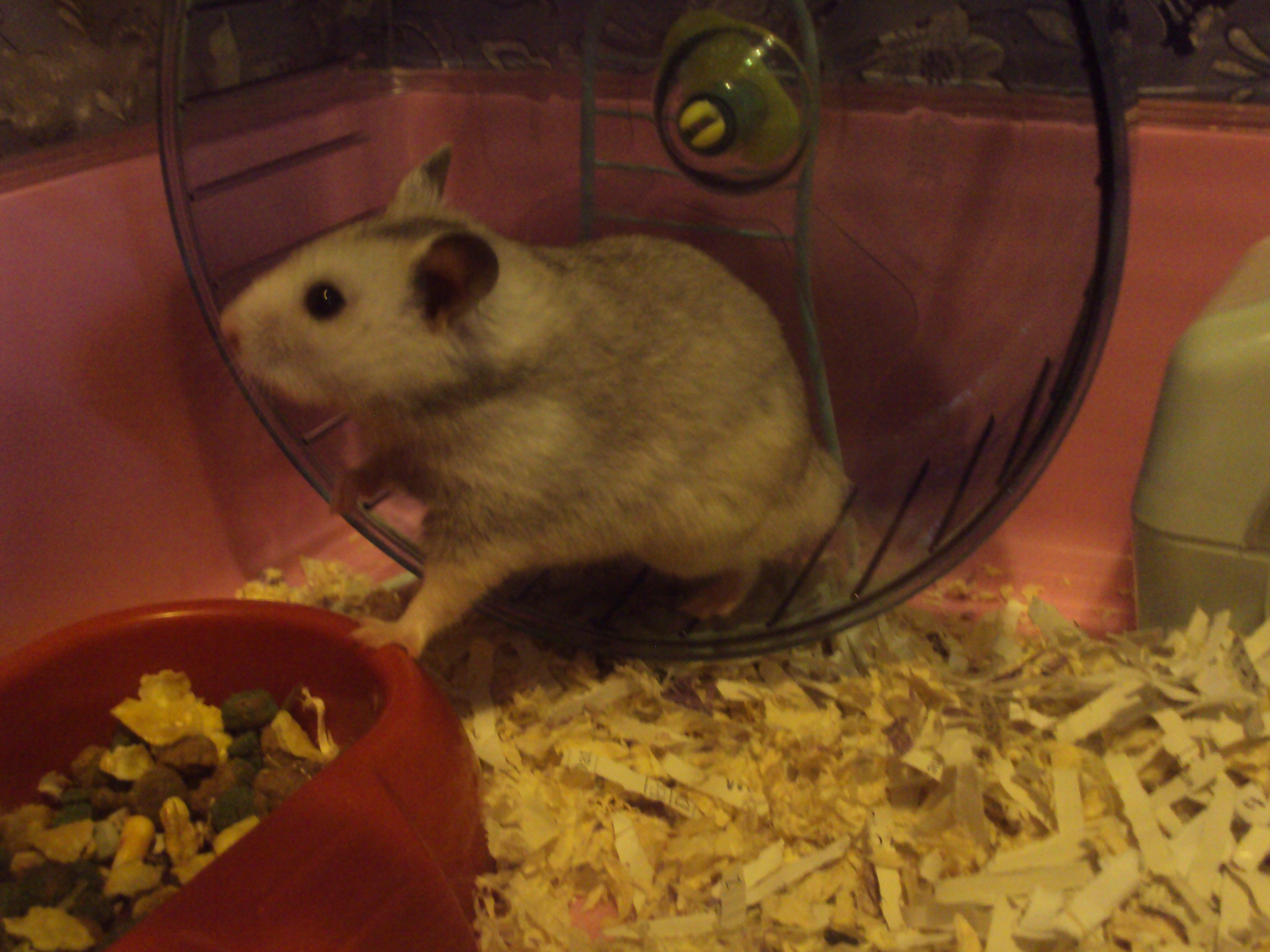
聆聽中的敘利亞倉鼠

敘利亞倉鼠因其活力、好奇的本性以及嬌小的體型而成為受歡迎的家庭寵物，目前英美寵物店裡大多數的倉鼠都是黃金鼠。

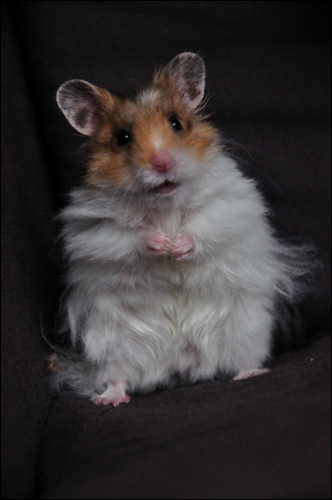
一隻公的"泰迪熊"黃金鼠

安哥拉黃金鼠，有時又稱作泰迪熊黃金鼠，指長毛的敘利亞倉鼠，而黑熊是指有黑長毛的敘利亞倉鼠。母鼠擁有短、鵝毛柔軟般的各色毛；公鼠通常擁有比母鼠長的毛，像裙子般延伸到臀部為止。

## 外部連結
- Genome information （页面存档备份，存于）
- Pictures of a Syrian or golden hamster
- Syrian Hamsters Hamsterhouse